# Nie genug
Nie genug (lett. Mai abbastanza) è un singolo della cantante austriaca Christina Stürmer, estratto dal suo quinto album in studio Lebe Lauter e pubblicato il 28 aprile 2006 in Austria, il 18 agosto 2006 in Germania e Svizzera, il 15 settembre 2006 in Italia e il 20 maggio 2008 negli altri paesi dell'Unione europea.
La canzone è utilizzata come sigla per la soap opera tedesca Alles was zählt.

## Video musicale
Il video musicale, pubblicato dalla Universal Music Austria il 20 maggio 2008 su YouTube, vede la cantante con la sua band che suonano in riva al mare, alternata a scene in cui Christina Stürmer prima cammina e poi corre cantando, "inseguita" da una macchina con sopra i componenti della band.

## Classifiche
| Classifica (2008) | Posizione massima |
| ----------------- | ----------------- |
| Austria           | 1                 |
| Germania          | 1                 |
| Svizzera          | 6                 |
| Unione europea    | 46                |